# La historia invisible
La historia invisible es una película documental argentina dirigida por Claudio Remedi y estrenada en el año 2012. Fue filmada a lo largo de dos años en las provincias de Buenos Aires, La Pampa, Neuquén y Río Negro.  

## Sinopsis
Anahí, cuenta un sueño, una visión que en su adolescencia cambió su vida: cuando la bruma del espejo en el que se reflejaba se disipó y pudo reconocer el rostro de su verdadera identidad. Ella es parte del pueblo mapuche diezmado por un Estado que sostuvo el imaginario de que los argentinos descendieron de los barcos como forma de invisibilizar la existencia de los pueblos que ocupaban el territorio.  
La denominada conquista del desierto significó la ofensiva final para desalojar a los pueblos originarios hacia el sur del Río Negro y posteriormente del resto de la Patagonia, con el objetivo de avanzar sobre extensas porciones de tierras, fragmentarlas y comercializarlas. 
La historia invisible pone en pantalla a los que buscan descubrir un relato largo tiempo negado.
Hoy Anahí sueña con los ojos abiertos. Ella es docente y vive en la ciudad de Gral. Roca; comparte su experiencia de recuperación de la identidad y la cultura mapuche junto con los otros protagonistas del film -obreros, empleadas, artesanos-.
¿Quiénes son hoy los mapuches?, ¿en dónde viven?, ¿cómo se recupera una identidad ancestral que pueda expresarse en el presente por fuera de los estereotipos y los modelos folklóricos? Estas son preguntas que los protagonistas se plantean a lo largo del film, para contar que la historia del país todavía tiene páginas en blanco. 

## Comentarios
Adolfo C. Martínez escribió en el diario La Nación: 
"Film para reflexionar, esta película no sólo abre preguntas, sino que muestra la fuerza de esos mapuches dispuestos a no dejarse vencer por las adversidades. Remedi demostró aquí conocer a fondo esa problemática y la trasladó a la pantalla con emoción y con esmero, elementos necesarios para que su film no pase desapercibido para los espectadores." 
Rodrigo Chavero escribió en el espectador web: 
"Los relatos son movilizantes y las máscaras caen, cuando accedemos al corazón del film: cómo se recupera la historia a la luz del presente cruel, lleno de estereotipos y modelos folklóricos que ignoran lo sucedido? Esta propuesta acerca ideas y muestra una lucha. Invita a la reflexión crítica y abre el juego para que lo que no se dice, tenga voz." 

## Premios y festivales
- Mención Honorífica del Jurado en el VIII Encuentro Hispanoamericano de Cine y Video Documental Independiente Voces contra el silencio, México 2014, en la categoría Pueblos Indígenas.
- Selección Panorama Documentaire en el Cinélatino, 25èmes Rencontres de Toulouse 2013.[4]
- Selección 1º Festival Internacional de Cine y Video Mapuche. FICWALLMAPU, Temuco, Chile, 2013.
- Selección 2º Festival de Cine BAin -Buenos Aires Indígena 2013.